# Michel Bécart
Michel Bécart est un professeur d'aïkido français né le 13 juillet 1946 à Lille, diplômé 7e dan de l'Aikikai de Tokyo.

## Biographie
Michel Bécart s’est intéressé aux arts martiaux japonais dès l’âge de 12 ans. Il commence par étudier le judo et le jujutsu avec maître Jully Philippe et découvre l’aïkido lors d’une démonstration faite par Messieurs Delforge et Dunière. 
En 1964, il suit les cours d’aïkido de maître Masamichi Noro au dojo de la gare du Nord puis de la rue Constance à Paris. A l’institut Noro, il rencontre les maîtres Nobuyoshi Tamura et Kazuo Chiba. Michel Bécart suit assidûment ces trois experts qui auront et ont encore aujourd’hui une influence sur sa pratique. Il est élève, élève-instructeur puis instructeur dans cet institut. 
En 1972, il rejoint maître Tamura au sein de l’Association Culturelle Française d’Aïkido (ACFA), qui deviendra l’Union Nationale d’Aïkido (UNA) puis la Fédération Française d’Aïkido et de Budo (FFAB), où il occupera les fonctions de responsable technique.
Michel Bécart a aussi travaillé sous la direction d’autres maîtres, dont Hirokazu Kobayashi, Yoshimitsu Yamada, Michio Hikitsuchi et Sadateru Arikawa. Il a également étudié d’autres arts martiaux tels que le iaïdo, le iaïjutsu et le kenjutsu.
Il a reçu le titre de Shihan par le Doshu Moriteru Ueshiba le 8 janvier 2012.

## Enseignement
À ce jour, Michel Bécart enseigne l’aïkido à Paris, à l’Association Culturelle Nationale d'Aïkido (ACNA), école qu’il a créée en 1980.
Il donne également des stages réguliers en France et à l'étranger (notamment en Belgique et en Espagne).

## Supports pédagogiques
- Aïkido, Techniques de base, Vol. 1 (livre), Sedirep, 1985
- Aïkido, Techniques de base, Vol. 2 (livre), Sedirep, 1985
- Aikido : Les fondamentaux (DVD), 2004
- Aikido, Vol.2 : Énergie et mouvement (DVD), 2005
- Aïkido Bokken (DVD), 2008